# Bundeszwang
In der Bundesrepublik Deutschland gibt der Bundeszwang nach Art. 37 des Grundgesetzes der Bundesregierung mit Zustimmung des Bundesrats das Recht, den Vollzug eines Bundesgesetzes durch ein Bundesland zwangsweise durchzusetzen, wenn es seine Pflichten als Gliedstaat nicht mehr erfüllt. Der Bundeszwang hat seinen Ursprung in der Reichsexekution und dient der Sicherung des bundesstaatlichen Prinzips.

## Allgemeines
Voraussetzung ist, dass das Land „die ihm nach dem Grundgesetze oder einem anderen Bundesgesetze obliegenden Bundespflichten nicht erfüllt“. Die Pflicht muss dem Land also gerade als Gliedstaat nach dem bundesstaatlichen Prinzip obliegen. Pflichten gegenüber dem Bürger fallen also grundsätzlich nicht darunter, wenn dadurch nicht die ordnungsgemäße Ausführung von Bundesrecht betroffen ist, denn die ordnungsgemäße Ausführung von Bundesgesetzen gehört zu den wesentlichen Bundespflichten. Die Norm darf jedoch nicht so missverstanden werden, dass sich die Pflicht ausdrücklich und klar aus dem Grundgesetz oder einem Bundesgesetz ergeben muss. Sie kann sich beispielsweise auch aus einer Entscheidung des Bundesverfassungsgerichts ergeben.
Der Bundeszwang gilt politisch als ultima ratio. Sein Weg wurde auch aufgrund der hohen Akzeptanz der Rechtsprechung des Bundesverfassungsgerichts bisher noch nicht beschritten, weshalb es dazu auch keine praktische Rechtsprechung des Bundesverfassungsgerichts gibt. In der Rechtswissenschaft wird teilweise vertreten, dass vor der Anwendung des Bundeszwangs auch die rechtliche Notwendigkeit besteht, einen Bund-Länder-Streit vor dem Bundesverfassungsgericht zu führen.
Im Wege des Bundeszwangs kann die Bundesregierung „die notwendigen Maßnahmen“ ergreifen. Sie und ihr Beauftragter (Bundeskommissar) sind weisungsberechtigt gegenüber allen Ländern und deren Behörden (Art. 37 Abs. 2 GG). In Betracht kommen darüber hinaus die Ersatzvornahme der unterlassenen Maßnahme, die Sperrung von Finanzzuweisungen, die Weigerung, Bundesaufgaben gegenüber dem Land zu erfüllen, und in außergewöhnlichen Fällen die treuhänderische Übernahme der Exekutive und Legislative. Die Auflösung des Landesparlaments, der Erlass der Landesverfassung im Wege der Ersatzvornahme oder der Einsatz der Bundeswehr sind dahingegen unzulässig. Vor der Durchführung der Maßnahmen muss die Zustimmung des Bundesrates vorliegen.

## Überstaatliche Aspekte
Mediale Erwähnung fand die Rechtsnorm in der Berichterstattung über die Katalonien-Krise, als die spanische Regierung am 27. Oktober 2017 die katalanische Regionalregierung absetzte und sich dabei auf Art. 155 der spanischen Verfassung berief, der an Art. 37 GG erinnert.
Auch die Europäische Union besitzt gegenüber ihren Mitgliedstaaten mit dem Vertragsverletzungsverfahren und dem Rechtstaatsverfahren besondere Zwangsbefugnisse. Aufgrund der Souveränität der Mitgliedstaaten kann die EU jedoch nur auf ihrer Ebene durch Kürzung finanzieller Zuweisungen oder Entzug des Stimmrechts in ihren Gremien regieren. Ein Eingriffsrecht in die Staatsgewalt der Mitgliedstaaten hat sie nicht.